# Cycloctenus duplex
Cycloctenus duplex är en spindelart som beskrevs av Forster 1979. Cycloctenus duplex ingår i släktet Cycloctenus och familjen Cycloctenidae. Inga underarter finns listade i Catalogue of Life.